# Robert Mundell
Robert Alexander Mundell (ur. 24 października 1932 w Kingston, w Ontario, zm. 4 kwietnia 2021 w Sienie) – kanadyjski ekonomista, laureat Nagrody Banku Szwecji im. Alfreda Nobla w dziedzinie ekonomii w 1999 roku.

## Życiorys
W 1956 roku obronił doktorat na Massachusetts Institute of Technology. Profesor Uniwersytetu Columbia w Nowym Jorku, University of Chicago i innych uczelni, doradca szeregu instytucji międzynarodowych (m.in. ONZ i Międzynarodowego Funduszu Walutowego). W swoich pracach naukowych zajmował się m.in. analizą roli kursów walutowych – wykazał, że reżimy kursowe mają istotny wpływ na skuteczność polityki pieniężnej danego kraju (tzw. model Mundella-Fleminga). Opracował także koncepcję optymalnego obszaru walutowego – strefy państw, które rezygnują ze swoich walut narodowych na rzecz wspólnej jednostki monetarnej. Idea ta legła u podstaw systemu euro.
W 1999 został uhonorowany Nagrodą Banku Szwecji im. Alfreda Nobla za badania nad polityką pieniężną i fiskalną w warunkach różnych systemów walutowych oraz za badania nad optymalnymi obszarami walutowymi. W 2002 roku otrzymał Order Kanady III klasy.
Profesor Mundell był w latach 2001-2020 Przewodniczącym Rady Naukowej Centrum Badawczego Transformacji, Integracji i Globalizacji TIGER ALK.
Zmarł w wieku 88 lat we Włoszech.

## Ojciec waluty Euro
Robert Mundell był uważany za „ojca euro” ze względu na swoje wczesne prace zachęcające do utworzenia europejskiej unii walutowej. Począwszy od lat 60. Mundell wspierał utworzenie Europejskiej Unii Gospodarczej i Walutowej i naciskał na utworzenie wspólnej waluty.
W 2000 r. przewidywał, że do roku 2010 strefa euro rozszerzy się na 50 krajów, podczas gdy dolar amerykański rozprzestrzeni się w Ameryce Łacińskiej, a większość Azji będzie spoglądać w kierunku jena. Prognozy jednak okazały się wysoce niedokładne.
W swoim artykule z 2012 roku „Robert Mundell, evil genius of the euro”, Greg Palast potwierdza, że Mundell opowiadał się za euro, ponieważ jego wdrożenie skutkowałoby usunięciem demokratycznej kontroli nad polityką pieniężną. W związku z tym, w przypadku kryzysu, rządy strefy euro nie byłyby w stanie stymulować gospodarki poprzez kreację pieniądza, tak jak zaleca ekonomia keynesowska. Byłyby więc zmuszone do uciekania się do innych środków w celu ograniczenia bezrobocia, takich jak deregulacja przedsiębiorstw, prywatyzacja przemysłu państwowego, obniżanie podatków i osłabianie sieci bezpieczeństwa socjalnego.
W 2014 roku Mundell wyraził swój sprzeciw wobec propozycji unii fiskalnej między państwami europejskimi. Oświadczył, że „byłoby szaleństwem posiadanie centralnego europejskiego organu, który kontrolowałby wszystkie podatki i cła państw w Unii. Ten transfer suwerenności jest o wiele za duży”. Wyraził również swój sprzeciw wobec perspektywy, że kraje mogłyby być odpowiedzialne za długi innych krajów.